# Qualifications à la Coupe d'Afrique des nations de football 1976
Pour un article plus général, voir Coupe d'Afrique des nations de football 1976.
Cet article présente la phase qualificative à la Coupe d'Afrique des nations 1976.
Six billets sont à distribuer aux trente pays participant à ces qualifications. L'Éthiopie, l'organisateur du tournoi et le Zaïre, tenant du titre, sont exempts de ces joutes.
Les éliminatoires sont organisées en trois tours qui voient s'affronter des équipes en matchs aller-retour à élimination directe. L'Afrique du Sud est toujours au ban du football international du fait de sa politique d'apartheid.

## Résultats

### Tour préliminaire
| Équipe 1 | Résultat      | Équipe 2 | Aller | Retour |
| -------- | ------------- | -------- | ----- | ------ |
| Maroc    | 6 - 0         | Gambie   | 3 - 0 | 3 - 0  |
| Mali     | Q. - forfait  | Lesotho  | -     | -      |
| Somalie  | 1 - 2         | Burundi  | 0 - 2 | 1 - 0  |
| Togo     | 3 - 0         | Liberia  | 1 - 0 | 2 - 0  |
| Tunisie  | 1 - 1 3-2 tab | Libye    | 1 - 0 | 0 - 1  |
| Niger    | Q. - forfait  | Bénin    | -     | -      |

### Premier tour
Les rencontres ont lieu les 14 et 28 septembre 1975.
| Équipe 1 | Résultat     | Équipe 2      | Aller | Retour |
| -------- | ------------ | ------------- | ----- | ------ |
| Burundi  | 0 - 5        | Égypte        | 0 - 3 | 0 - 2  |
| Cameroun | 3 - 4        | Togo          | 3 - 0 | 0 - 4  |
| Congo    | 2e - 2       | Côte d'Ivoire | 1 - 0 | 1 - 2  |
| Mali     | 3 - 5        | Ghana         | 3 - 1 | 0 - 4  |
| Maroc    | 5 - 2        | Sénégal       | 4 - 0 | 1 - 2  |
| Niger    | 2 - 7        | Guinée        | 2 - 4 | 0 - 3  |
| Nigeria  | Q. - forfait | Centrafrique  | -     | -      |
| Soudan   | 3 - 0        | Kenya         | 1 - 0 | 2 - 0  |
| Tanzanie | Q. - forfait | Madagascar    | -     | -      |
| Tunisie  | 3 - 2        | Algérie       | 1 - 1 | 2 - 1  |
| Ouganda  | 5 - 1        | Maurice       | 4 - 0 | 1 - 1  |
| Zambie   | 9 - 4        | Malawi        | 3 - 3 | 6 - 1  |

### Second tour
Les douze qualifiés s'affrontent à nouveau pour déterminer les six sélections qui participent à la phase finale en Éthiopie. Les rencontres ont lieu les 26 octobre et 9 novembre 1975.
| Équipe 1 | Résultat  | Équipe 2 | Aller | Retour |
| -------- | --------- | -------- | ----- | ------ |
| Congo    | 1 - 3     | Nigeria  | 0 - 1 | 1 - 2  |
| Ghana    | 2 - 2 tab | Maroc    | 2 - 0 | 0 - 2  |
| Tanzanie | 3 - 6     | Égypte   | 1 - 1 | 2 - 5  |
| Togo     | 2 - 4     | Guinée   | 2 - 2 | 0 - 2  |
| Tunisie  | 4 - 4e    | Soudan   | 3 - 2 | 1 - 2  |
| Zambie   | 2 - 4     | Ouganda  | 2 - 1 | 0 - 3  |

## Qualifiés
- Éthiopie (pays organisateur)
- Zaïre (champion d'Afrique en titre)
- Maroc
- Guinée
- Nigeria
- Soudan
- Égypte
- Ouganda